# Colxo
El colxo o colxa és un càntir de suro típic de l'artesania de Sagunt (Camp de Morvedre). En el segle xviii era un recipient habitual per a l'aigua, construït amb un cilindre de suro, impermeabilitzat a l'interior i reforçat amb uns senzills cercles metàl·lics.
Amb el temps, la part funcional d'aquests càntirs més primitius evolucionà cap a la construcció d'un objecte més decoratiu i preciós, usant llautó (en alguna ocasió també plata) i realitzant-hi un treball de filigrana. A la part central també s'hi afegí una placa on se situaren inscripcions de noms o dates.
Fins fa relativament poc, el colxo (colxa en la seua versió vertical) era el regal del nuvi a la núvia, quasi sempre poc abans del casament. Anteriorment el regal es realitzava en el moment de la cerimònia nupcial, amb el nom dels contraents i la data de l'enllaç.
Actualment és un objecte tradicional, molt preuat pels saguntins. La seua fabricació encara es manté en el Centre Ocupacional Sant Cristóbal de la ciutat.

## Descripció
Es tracta d'un cilindre buit de suro que presenta a banda i banda uns taps, també de suro, i unes anelles de llautó, decorades de forma capritxosa, l'envolten en els extrems laterals, estant units per una nansa, també de llautó. A més, a la part central del suro es col·loquen diverses plaques metàl·liques, en diferents posicions i de diferents forma i mida. A la zona central es col·loca una placa de forma rectangular que sol utilitzar-se per gravar dades, ja siguin noms, dates, etc., sobre ella solen posar-se tres plaques circulars, dues de la mateixa mida més o menys amunt i a banda i banda de la placa rectangular, i en el centre es col·loca la placa circular de major grandària que presenta un broc, amb un tap unit a una cadena petita que al seu torn s'uneix a les sendes plaques circulars petites dels laterals. També se sol col·locar una placa circular i més gran, a la part superior de la botija que també presenta un broc, encara que aquest sigui més gran, i del què sorgeix una cadena que s'uneix al broc de menor grandària de la placa circular central de baix. A banda i banda del broc més gran es col·loquen també altres plaques metàl·liques, estretes, que tenen una funció pràctica, serveixen de grapes per unir el suro a la part superior.
El colxo es presenta normalment en posició horitzontal, i se li col·loquen unes potetes perquè es recolzin sobre elles, encara que existeix una variant, anomenada colxa, que consisteix en el mateix càntir però disposat en posició vertical, recolzant-se directament sobre una de les plaques metàl·liques que envolten l'extrem que no presenta broc.

## Origen, Història i distribució geogràfica
Determinar una data exacta com a principi de fabricació d'aquest útil que a la fi ha evolucionat en una autèntica peça d'artesania, resulta molt difícil, tot i això s'ha arribat a fixar el segle xviii com el moment d'aparició dels primers colxos, de caràcter més rudimentari.
Precedents d'aquestes peces poden ser els atuells de fang que presentaven tant boca com un broc a la part superior que permetia la sortida de l'aigua amb el cabal adequat per donar un glop; això ens porta a poder situar els antecedents en l'època Romana, àrab i / o valenciana.
També es considera la importància que va tenir en l'aparició del colxo l'existència de cantimplores de fusta, les quals eres uns petits bóts que s'utilitzaven bé en vertical bé en horitzontal, i que van tenir relativa importa a Sagunt i la seua comarca per al desenvolupament a la zona d'una tradició industrial de fabricació de botes, íntimament relacionada amb el cultiu de la vinya i la producció vitivinícola, la qual va tenir una gran expansió durant l'últim terç de segle xix.
La utilització de suro com a material per a la fabricació d'aquest tipus de càntirs pot ser deguda als problemes que ocasionaven altres materials, la ceràmica era pesada i al temps fràgil, la qual cosa feia que es trenqués amb una certa facilitat, mentre que les botes de fusta tot i ser més lleugeres, tenien l'inconvenient de la poca capacitat de la fusta per fer d'aïllament tèrmic. Així el suro presentaria tots els avantatges que no tenen els materials anteriorment esmentats, i la seva utilització podria estar inspirada en la indústria de l'apicultura, en què el suro és molt important.
Els colxos primitius tenen una elaboració molt rudimentària però molt funcional i una capacitat entre un i tres litres. Estava fet unint dos trossos de suro directament separats de l'arbre, reforçant aquesta unió amb uns cèrcols de rodament, generalment una corda que donava diverses voltes al voltant dels extrems del suro. La resta de la botija es completava amb les dues tapes en els extrems, es recobria l'interior amb alguna substància impermeable a l'aigua, excepte la zona destinada a la sortida de l'aigua per beure-la.
Inicialment la decoració no tenia cap rellevància, i va ser fruit de l'evolució de la botija al llarg de la seva història. Els primers canvis van afectar el tractament de les peces que s'utilitzaven per a la seva construcció. Les peces de suro que es feien servir tal com es desprenien de l'arbre, van començar a treballar-se fins deixar-li un aspecte llis i de tacte suau, a l'igual que els taps que s'utilitzen per als extrems. A més evoluciona també el muntatge, passant de col·locar les peces en el mateix sentit que mostrava en l'arbre, ara s'arriba fins i tot a utilitzar-la a l'inrevés.
Una altra evolució que es porta a terme està relacionada amb els materials que s'utilitzen, en un primer moment tots els materials s'obtenien a partir de canya o cordes per passar a utilitzar-se metall, normalment llautó encara que també s'han utilitzat níquel, alpaca o plata (material que es restringia a algunes peces pel seu elevat preu), amb la qual cosa s'aconsegueix més resistència i amb això durabilitat i més qualitat, que es deu en part a la major consistència i millora en la presentació. A més l'ocupació de metall és el que permetrà la decoració de la peça, a burí, o entorn depenent de la peça, tant dels cèrcols com en altres peces metàl·liques com el broc o les diferents arandeles.
Entre les novetats que es produeixen amb el temps hi ha la introducció de noves peces, majoritàriament decoratives com les plaques. En un primer moment es col·loca una única placa rectangular però sense que prevalguin les línies rectes, en un lloc preferent del colxo, en què es graven dedicatòries, dates, nom dels propietaris, etc.
Després apareixen les potetes, les quals tenen la seva pròpia evolució amb el temps, col·locades a la part inferior per donar-li suport i mantenir-lo en la posició horitzontal, que passen de fer-se a partir de planxes de llautó a acabar sent de fosa i amb diversos dissenys decoratius.
La producció dels colxos va ser involucionant en part a la desaparició de la necessitat d'aquest tipus de productes, ja que els càntirs passen a ser substituïts per altres de nous productes més eficients. Una altra raó per a l'abandó de la seva fabricació està relacionada amb l'evolució de la feina, tant l'industrial com l'agrícola i la reducció de la jornada laboral, perdent importància el comptar amb càntirs en els llocs de treball. A més cada vegada es redueix més la quantitat de gent que es dedica directament a l'agricultura, sector que més es proveïa de colxos.
És en aquest moment quan es produeix una altra fase en l'evolució del colxo arribant al colxo modern o actual, i se centra fonamentalment als detalls constructius, tant els relacionats amb el mètode com en la manera de fabricació.
Es canvia el tipus de suro emprat com a matèria primera, començant a utilitzar-se suro artificial conglomerat, que és més barat i manejable, encara que amb menor consistència, vistositat i durabilidad.
Es canvia també el tipus de metall que s'empra passant a utilitzar-se ferro i alumini.
I finalment es canvia la forma d'impermeabilització interior.
El colxo modern ha perdut totalment la seva funcionalitat i passa a ser un mer objecte decoratiu i es converteix en una mostra d'artesania típica de la zona i de gran originalidad.
La distribució geogràfica se centra a la zona de Sagunt i la comarca del Camp de Morvedre, en la qual en molts pobles pot trobar-se aquest tipus de càntir, sobretot en la seva modalitat vertical.
Aquesta artesania amb suro posa de manifest la importància de la producció del suro en aquesta Comarca.

## En museus
El Museu del Suro de Palafrugell conserva dos colxos.